# Francis Coventry
Francis Coventry ( /ˈ k ɒ v ən t r i / ; 1725–1759) est un ecclésiastique anglican et romancier anglais, surtout connu pour The History of Pompey the Little.

## Biographie
Originaire du Cambridgeshire, il fait ses études au Magdalene College de Cambridge, où il obtient une licence en 1748 et une maîtrise en 1752. Il est nommé par son parent le comte de Coventry vicaire perpétuel d'Edgware et meurt de la variole à Whitchurch .

## Publications
Coventry est l'auteur de : 

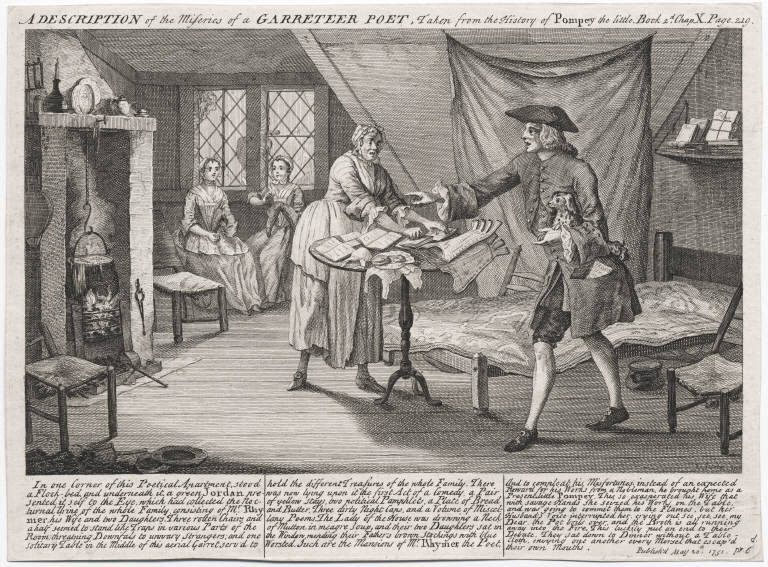
Illustration de Pompée le Petit, par John June

- Penshurst, a poem, inscribed to William Perry, esq., and the Hon. Mrs. Elizabeth Perry, 1750, réimprimé dans le vol. iv. des Dodsley's Miscellanies;
- le quinzième numéro du World, 12 avril 1753, contenant Strictures on the Absurd Novelties introduced in Gardening;
- le roman satirique et roman à clef, Pompey the Little, or the Adventures of a Lapdog, 1751 (5e éd. 1773), que Mary Wortley Montagu préférait à Peregrine Pickle. Plusieurs personnages étaient destinés à des dames bien connues de la société contemporaine.